# 舳松村
舳松村（へのまつむら）は、かつて和泉国・大阪府にあった村。村東部には「仁徳天皇陵」が含まれていた。堺市街地の南東に位置し、現在の堺市堺区永代町、賑町、一条通、協和町、大仙西町、大仙町、向陵西町などにあたる。

## 歴史
「舳松」の地名の由来には、神功皇后が三韓との戦から帰朝した際、この地にあった松の木に船の舳（へさき）を括り付けて上陸したという逸話がある。
江戸時代には堺廻り3ヶ村のうちで、現在の中之町東 - 南旅篭町東間の堺市街地東縁部に形成された農人町に居住していた。
- 1889年（明治22年）4月1日 大鳥郡舳松村（町村制）が発足。
- 1896年（明治29年）4月1日 泉北郡が成立。
- 1925年（大正14年）10月1日 堺市に編入される。

## 交通

### 鉄道路線
- 南海鉄道（現・南海電気鉄道）
  - 高野線
    - 百舌鳥八幡駅

現在は上記の他に高野線・西日本旅客鉄道阪和線三国ヶ丘駅が所在するが、当時は未開業。

### 道路
- 竹内街道
- 西高野街道